# Down by Law
Down by Law är en amerikansk dramakomedifilm från 1986, skriven och regisserad av Jim Jarmusch. Huvudrollerna spelas av Tom Waits, John Lurie och Roberto Benigni.

## Rollista
| Tom Waits         | – Zack                  |
| John Lurie        | – Jack                  |
| Roberto Benigni   | – Roberto               |
| Nicoletta Braschi | – Nicoletta             |
| Ellen Barkin      | – Laurette              |
| Billie Neal       | – Bobbie                |
| Rockets Redglare  | – Gig                   |
| Vernel Bagneris   | – Preston               |
| Timothea          | – Julie                 |
| L.C. Drane        | – L.C.                  |
| Joy N. Houck, Jr. | – Kriminalpolis Mandino |
| Carrie Lindsoe    | – Ung tjej              |
| Ralph Joseph      | – Kriminalpolis         |
| Richard Boes      | – Kriminalpolis         |
| Dave Petitjean    | – Cajunsk kriminalpolis |